# Sideritis romana
Espèce
Sideritis romana, la crapaudine de Rome, est une espèce de plantes à fleurs de la famille des Lamiaceae. C'est une plante annuelle originaire du bassin méditerranéen.

## Synonymes
- Burgsdorfia rigida Moench
- Burgsdorfia romana (L.) Hoffmanns. & Link
- Fracastora spathulata (Lam.)
- Hesiodia romana (L.) Samp.
- Sideritis approximata Gasp. ex Guss.
- Sideritis mutica Boiss.
- Sidiritis spathulata Lam.
- Stachys romana (L.) E.H.L.Krause

## Sous-espèces
- Sideritis romana subsp. curvidens (Stapf) Holmboe
- Sideritis romana subsp. purpurea (Talbot ex Benth.) Heywood

## Description générale
- Plante annuelle haute de 10 à 30 cm,  mollement velue, à racine grêle, à tiges simples ou rameuses à la base
- Feuilles ovales-oblongues, vertes, velues, à dents robustes et assez nombreuses
- Fleurs blanches ou un peu rosées, disposées par 6 en verticilles axillaires, distincts, occupant souvent toute la longueur des tiges.

## Répartition
La plante est originaire du Bassin méditerranéen.